# Port Edwards
Port Edwards és una població dels Estats Units a l'estat de Wisconsin. Segons el cens del 2000 tenia 1.944 habitants.

## Demografia
Segons el cens del 2000, Port Edwards tenia 1.944 habitants, 706 habitatges, i 518 famílies. La densitat de població era de 124,3 habitants per km².
Dels 706 habitatges en un 34% hi vivien nens de menys de 18 anys, en un 60,8% hi vivien parelles casades, en un 8,9% dones solteres, i en un 26,5% no eren unitats familiars. En el 23,9% dels habitatges hi vivien persones soles el 12,2% de les quals corresponia a persones de 65 anys o més que vivien soles. El nombre mitjà de persones vivint en cada habitatge era de 2,58 i el nombre mitjà de persones que vivien en cada família era de 3,04.
Per edats la població es repartia de la següent manera: un 26,7% tenia menys de 18 anys, un 6,1% entre 18 i 24, un 24,2% entre 25 i 44, un 21,1% de 45 a 60 i un 21,9% 65 anys o més.
L'edat mediana era de 40 anys. Per cada 100 dones de 18 o més anys hi havia 87,5 homes.
La renda mediana per habitatge era de 48.850 $ i la renda mediana per família de 54.801 $. Els homes tenien una renda mediana de 46.250 $ mentre que les dones 26.106 $. La renda per capita de la població era de 20.750 $. Aproximadament el 5,5% de les famílies i el 7,9% de la població estaven per davall del llindar de pobresa.

## Poblacions més properes
El següent diagrama mostra les poblacions més properes.